# سام مكينتوش
سام مكينتوش (بالإنجليزية: Sam McIntosh)‏ هو منافس ألعاب قوى أسترالي، ولد في 13 يوليو 1990 في Drysdale, Victoria ‏ في أستراليا.

## روابط خارجية
- سام مكينتوش على موقع النتائج التاريخية لألعاب القوى الأسترالية (الإنجليزية)
- سام مكينتوش على موقع Paralympic.org (الإنجليزية)
- سام مكينتوش على موقع IPC.InfostradaSports.com (مؤرشف) (الإنجليزية)
- سام مكينتوش على موقع اللجنة البارالمبية الأسترالية (الإنجليزية)